# Мельники (селище)
Мельники — селище в Україні, у Северинівській сільській громаді Жмеринського району Вінницької області.

## Опис села
Подорожуючи шосейною дорогою із Жмеринки до стародавнього Шаргорода, мимоволі задивляємося на протяжний розлогий Станіславчинський став. Тут води річки Мурафи стримує широка вздовжена гребля. Біля неї одиноко вартує монах-опуст, урівноважуючи ставкову воду. З лівого боку греблі стоїть самобутній пустуючий млин. Не так давно вода по його шлюзу збігала на млинове колесо, приводячи його в рух. Млин будувався наприкінці XVIII ст., його вартість оцінювалась в 4000 карбованців. Належав він Олексію Миколайовичу Бахметьєву — генерал-губернатору Кам'янець-Подільської губернії, як і місто Станіславчик. Млин щорічно приносив 500 крб. прибутку. Після побудови і роботи млина хутір розширювався і розбудовувався, отримавши назву «Мельники». В 1815 р. біля млина був схоплений і закутий у кайдани народний месник Устим Кармалюк. Звідси його відправили до ув'язнення в м. Кам'янець-Подільський. Правий берег Мурафи горбистий, він і сьогодні покритий впадинами і виїмками, що залишились від вибраного вапнякового каменю. Колись випалювали вапно в Станіславчику 4 вапнярки, їх вартість оцінювалась в 5400 крб., а річний прибуток становив 900 крб. Візники возили його на станцію Ярошинка, а далі — на цукрові заводи. За греблею над шумливим витоком річки ростуть розкішні верби, опустивіпи до пінистої води своє віття. Вода бульбашкує, створює вихрясті коловороти, що струменяться вниз по течії. Лівий берег верб переходить у густі переплетення верболозів, які до половини перекривають течію річки. Правий берег густо пророслий рогозою-різухою, її змінюють непрохідні очерети. Дно Мурафи болотисте, намулисте.
Присадибні ділянки мають значний вміст чорнозему, досить сприятливі для отримання врожаю, Городи, наближаючись до річки, переходять у сінокісні левади. Хуторяни відзначались своєю самобутністю, вміли давати господарству і собі раду, Вони славилися вродливими дівчатами і красенями парубками, що дружили з народними танцями і задушевною піснею. В 30-ті роки XX ст. тут було організовано колективне господарство, яке очолив Матвій Войтович. Господарство успішно конкурувало з іншими колгоспами с. Станіславчика, які в 50-ті роки провели своє об'єднання. Поруч з хутором Мельники на правому березі Станіславчицького ставу існує природна зона літнього відпочинку. Піщане неглибоке прибережне дно ставу, сплески хвиль, насичене на хвої і різнотрав'ї іонізоване повітря в спекотну пору приваблює подорожніх і відпочиваючих своєю прохолодою і комфортом відпочинку. Час невблаганно впливає на розвиток хутора, нагадує мешканцям про його відірваність від оточуючих сіл. Дороге спосполучення, відсутність роботи, школи — фактори, які давно призупинили тут новобудови. 

## Історія
12 червня 2020 року, розпорядженням Кабінету Міністрів України № 707-р «Про визначення адміністративних центрів та затвердження територій територіальних громад Вінницької області», село увійшло до складу Северинівської сільської громади.
19 липня 2020 року, в результаті адміністративно-територіальної реформи та ліквідації Жмеринського району (1923-2020), село увійшло до складу новоутвореного Жмеринського району.